# I cacciatori della notte
I cacciatori della notte (Avenging Force) è un film statunitense del 1986 diretto da Sam Firstenberg. È il sequel del film Invasion U.S.A. del 1985 diretto da Joseph Zito.

## Trama
A New Orleans il politico ed ex marine Larry Richards è impegnato fortemente nella campagna elettorale: ha infatti grosse possibilità per diventare senatore. L'ex agente segreto Matt Hunter lo aiuta, fino a quando non lo salva dall'agguato dei criminali razzisti, non riuscendo a salvare il figlio maggiore di Larry. A questo punto Larry lascia perdere la campagna, e si fa aiutare da Matt la lotta contro i criminali, ma a perdere la vita è proprio Larry, che si sacrifica per salvare Matt e la figlia Sarah, che viene subito rapita da un noto criminale Elliott Glastenbury, professore universitario. Così Matt decide non solo di salvare la figlia, ma anche di vendicare Larry.